# Habenaria backeri
Habenaria backeri är en orkidéart som beskrevs av Johannes Jacobus Smith. Habenaria backeri ingår i släktet Habenaria och familjen orkidéer. Inga underarter finns listade i Catalogue of Life.